# Craig Joiner
Pas d'image ? Cliquez ici

a Compétitions nationales et continentales officielles uniquement.

b Matchs officiels uniquement.
Dernière mise à jour le 7 janvier 2012.
Craig Alexander Joiner, né le 21 avril 1974 à Glasgow, est un joueur de rugby à XV qui a joué avec l'équipe d'Écosse, évoluant au poste de trois-quart aile.

## Biographie
Craig Joiner dispute son premier test match le 4 juin 1992 contre l'équipe d'Argentine, et son dernier test match le 4 novembre 2000 contre l'équipe des États-Unis. Il participe à la coupe du monde de 1995 (4 matchs).

## Statistiques en équipe nationale
- 25 sélections (+ 2 non officielles)
- 15 points (3 essais)
- Sélections par années : 2 en 1994, 10 en 1995, 5 en 1996, 1 en 1997, 3 en 1998, 1 en 1999, 3 en 2000
- Tournois des Cinq Nations disputés : 1995, 1996, 1998